# 颱風燦鴻 (2015年)
颱風燦鴻（英語：Typhoon Chan-hom）在菲律賓稱為颱風法爾肯（英語：Typhoon Falcon），是個強勁、規模龐大且持續時間較長的熱帶氣旋，影響西太平洋洋盆的大多數國家。燦鴻是2015年太平洋颱風季的第九個獲得命名的風暴，它於6月29日從西風爆發發展而成，這場西風爆發也在南半球催生出熱帶氣旋拉奎爾。燦鴻在向西北移動的過程中受到溫暖海水的幫助，但亦受到风切变的干擾，只能緩慢發展。風暴在北马里亚纳群岛附近蜿蜒前行，掠過羅塔島上空，然後開始穩定地向西北移動。在該島附近掠過時，風暴為鄰近的關島帶來強降雨，引發水災和輕微停電。7月7日，燦鴻增強成颱風，兩天後在日本沖繩島和宮古島之間掠過。當地的強風導致42,000人斷電，27人受傷。大約在同一時間，風暴與強烈熱帶風暴蓮花一起導致季风槽水位激增，在菲律賓引發水災並造成16人死亡。
據日本氣象廳稱，颱風經過沖繩縣後，達到每小時165公里的最高風速。它在臺灣以北掠過，帶來有益的降雨，為水庫補充水量。7月11日，燦鴻成為在1949年有記錄以來7月份登陸中華人民共和國浙江省的最強颱風。大約110萬人在風暴前疏散，風暴在全國範圍內造成98.4億元人民币（15.8億美元）的損失，並造成一人死亡。隨後，風暴轉向東北方並移向朝鲜半岛。大韩民国近海的濟州島錄得1,250毫米的降雨量，該國亦有一人因雷暴而死亡。7月12日，風暴吹襲擊朝鲜民主主义人民共和国的甕津半島，並在不久後轉變成溫帶氣旋，其殘留後來在俄羅斯遠東地區引發水災和停電。

## 氣象歷史
2015年6月，馬登-朱利安振盪錄得接近創紀錄的脈衝強度，引發西太平洋出現一段時期的重大天氣。這一重大天氣包括六月下旬的一次強烈西風爆發，形成一組雙熱帶氣旋。首個熱帶氣旋於6月28日在南半球形成，隨後於6月30日發展成熱帶氣旋拉奎爾。第二個熱帶氣旋於6月25日在密克罗尼西亚联邦波纳佩州東南偏南約345公里處首次被美國聯合颱風警報中心（JTWC）記錄為熱帶擾動。
該擾動整體向北漂移，在低至中等风切变和有利的高空外流區域內緩慢組織。環流因一股位於南方的西風而增強。6月29日上午6時，日本氣象廳（JMA）將該系統歸類為熱帶低氣壓。經過進一步組織，聯合颱風警報中心於當天晚上10時半發布熱帶氣旋形成警報，當時該系統位於波納佩州東北方約345公里。中心的對流逐漸加深，帶狀特徵開始在外圍鞏固。6月30日，日本氣象廳將氣旋升級為熱帶風暴燦鴻。聯合颱風警報中心評估燦鴻此時的強度稍弱，將其強度定為熱帶低氣壓。
7月1日，燦鴻位於副熱帶高壓脊的南緣，穩步向西移動。氣旋身處的高層通風有利於其發展，但當天的大部分時間裏，中心受中等的風切變影響遠離最深層的對流。當天，日本氣象廳將系統升級為強烈熱帶風暴。7月2日早上，燦鴻的龐大環流吸收位於其東南方的一較小擾動，風暴轉向西南偏西移動。德沃夏克衛星分類表明，隨著中心密集雲團區的擴展，該系統達到颱風標準；聯合颱風警報中心在下午3時之前將燦鴻歸類為颱風 ，但日本氣象廳仍將其強度維持在強烈熱帶風暴。此後不久，位於東北方的熱帶對流層上部槽帶來強勁的風切變，使風暴明顯地減弱。對流從燦鴻的中心被切離，風暴的前進速度突然減慢。除了風切變之外，氣旋上方的下沉气流、北方的低壓槽以及東北方的殘留渦旋均抑制其對流。到7月3日中午12時，燦鴻已減弱為一風力時速85公里的熱帶風暴。

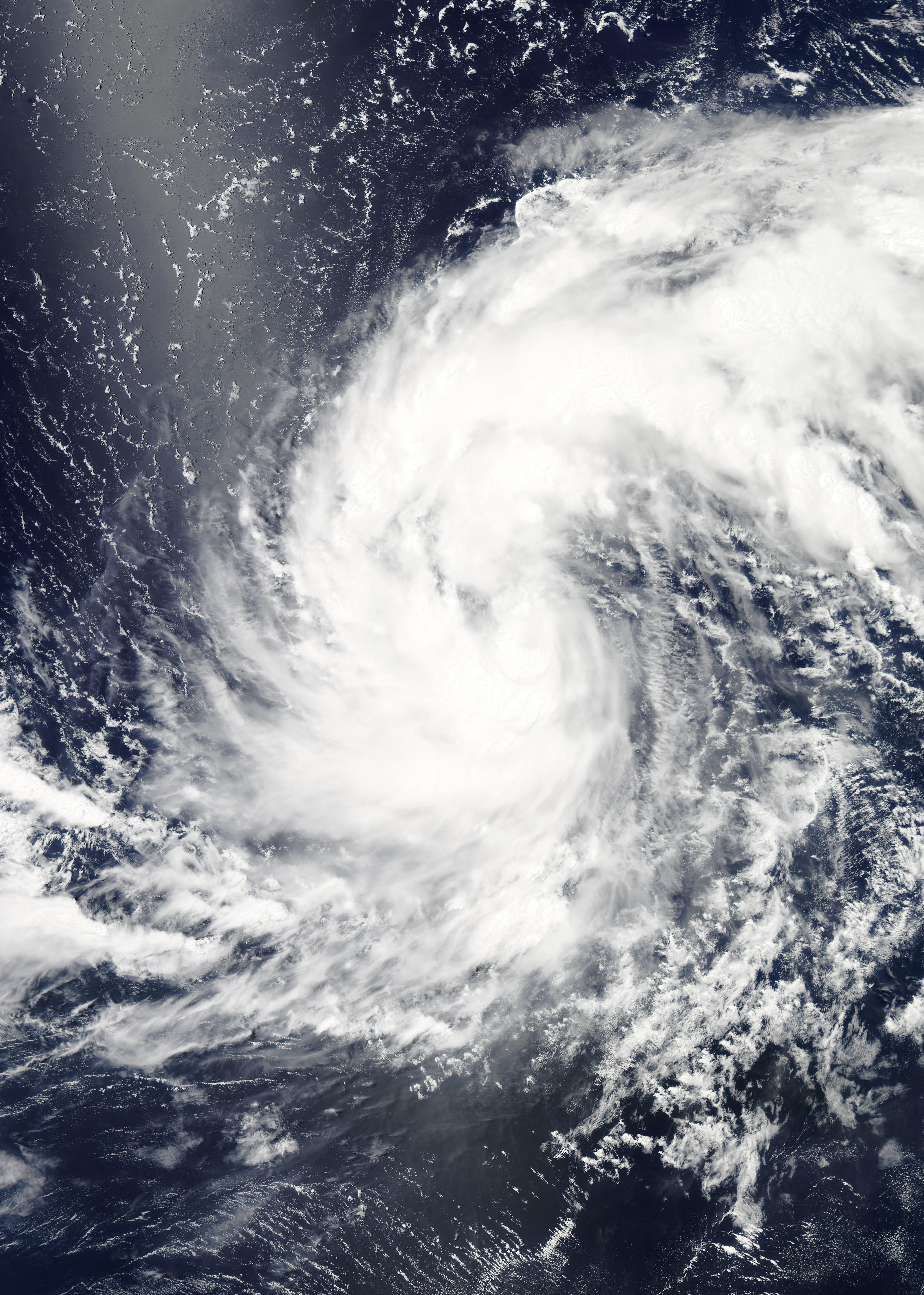
7月5日，位於馬里亞納群島上空的熱帶風暴燦鴻

在7月3日燦鴻突然減弱的同一時間，系統進入高壓脊的弱點並轉向東北移動。當天晚上，其龐大環流轉向西北偏北移動。7月4日早上，風切變有所減弱，熱帶對流層上部槽退向北方，副熱帶高壓脊穩步重建。對流在熱帶風暴的上空開始重新發展。7月4日晚上至7月5日，燦鴻的中心擦過马里亚纳群岛羅塔島的南岸。在該島附近掠過時，由於與季风槽的相互作用，燦鴻的路徑形成一個不尋常的逆時針環路。在遠離馬里亞納群島後，由於弱風切變和良好的外流，風暴穩定發展。隨著中心爆發出對流，據日本氣象廳稱，燦鴻在7月7日早上達到颱風標準。微波衛星影像表明，隨著對流的加深和環流周圍的帶狀特徵收緊，風眼開始形成。
7月7日，颱風進入菲律宾责任区，在當地命名為法爾肯（Falcon）。燦鴻的風眼在結構上短暫改善，然後進入不穩定狀態並在當天晚上崩潰；風暴北側的對流亦同時減弱。直徑65公里寬的風眼很快就回復，並在7月8日慢慢縮小到直徑40公里。燦鴻的規模龐大，烈風在7月9日從其的中心向外延伸445公里。7月9日晚上至7月10日，燦鴻在日本沖繩島和宮古島之間掠過。颱風在此期間達到風力時速165公里、气压935毫巴（百帕；27.61英寸汞柱）的最高強度。由於擁有多個強烈的饋線帶和一清晰的直徑27公里風眼，聯合颱風警報中心評估燦鴻達到一分鐘持續風速每小時220公里的最高強度，相當於萨菲尔-辛普森飓风风力等级的四級標準。
眼牆置換循環和北側的對流減弱使其從7月10日開始穩步減弱。當系統靠近华东地区時，風切變的增強使系統未能重整。7月11日早上，颱風抵達副熱帶高壓脊的西南邊緣，開始轉向北移，隨後轉向東北偏北移動。燦鴻於早上8時40分左右在浙江省舟山市或上海市東南偏南約140公里處登陸。日本氣象廳評估風暴登陸時的風速為每小時140公里，而聯合颱風警報中心估計登陸時一分鐘持續風速為每小時155公里。根據聯合颱風中心的估計，燦鴻是至少35年來在上海市160公里範圍內掠過的最強颱風 ，也是自1949年有記錄以來於7月份在浙江省登陸的最強颱風。此後，風暴加速向東北偏北方移動，橫越較涼的黄海，使其結構進一步轉差。7月11日晚上6時左右，燦鴻的強度跌破颱風標準。系統的低層環流中心於7月12日靠近朝鲜半岛時完全外露。晚上6時左右，燦鴻以風力時速85公里在朝鲜民主主义人民共和国首都平壤市西南方的甕津半島上岸。到7月13日凌晨0時，系統轉變成溫帶氣旋，同時維持烈風風力 ，六小時後系統在朝鮮民主主義人民共和國中北部消散。

## 防災措施及影響
在風暴影響馬里亞納群島之前，國家氣象局向關島和羅塔島發布颱風觀察預警和熱帶風暴警告，並對天寧島和塞班島發布颱風警報。美国国防部發布第三級熱帶氣旋應急響應（TCCOR）。在羅塔島附近徘徊時，燦鴻產生出時速60公里的陣風。在羅塔海峽的另一邊，關島北部的安德森空军基地錄得的陣風達到時速117公里。根據关岛大学的雷達估計，島上的降雨量總計超過300毫米，可能高達410毫米。在關島，風暴造成輕微的停電和水災。
雖然燦鴻並沒有直接影響菲律宾，但燦鴻和強烈熱帶風暴蓮花都使季候風連續幾天增強，導致菲律賓全國出現嚴重的水災。大雨影響呂宋和西米沙鄢的部分地區，各種事件導致五人死亡。一艘在邦阿西楠省近岸的船在強風中沉沒，船上四人失蹤。一場短暫的龍捲風對三描礼士省伊巴造成輕微破壞。近34,000人受到季候風影響，造成16人死亡，並造成390萬披索（8.6萬美元）的農業損失。

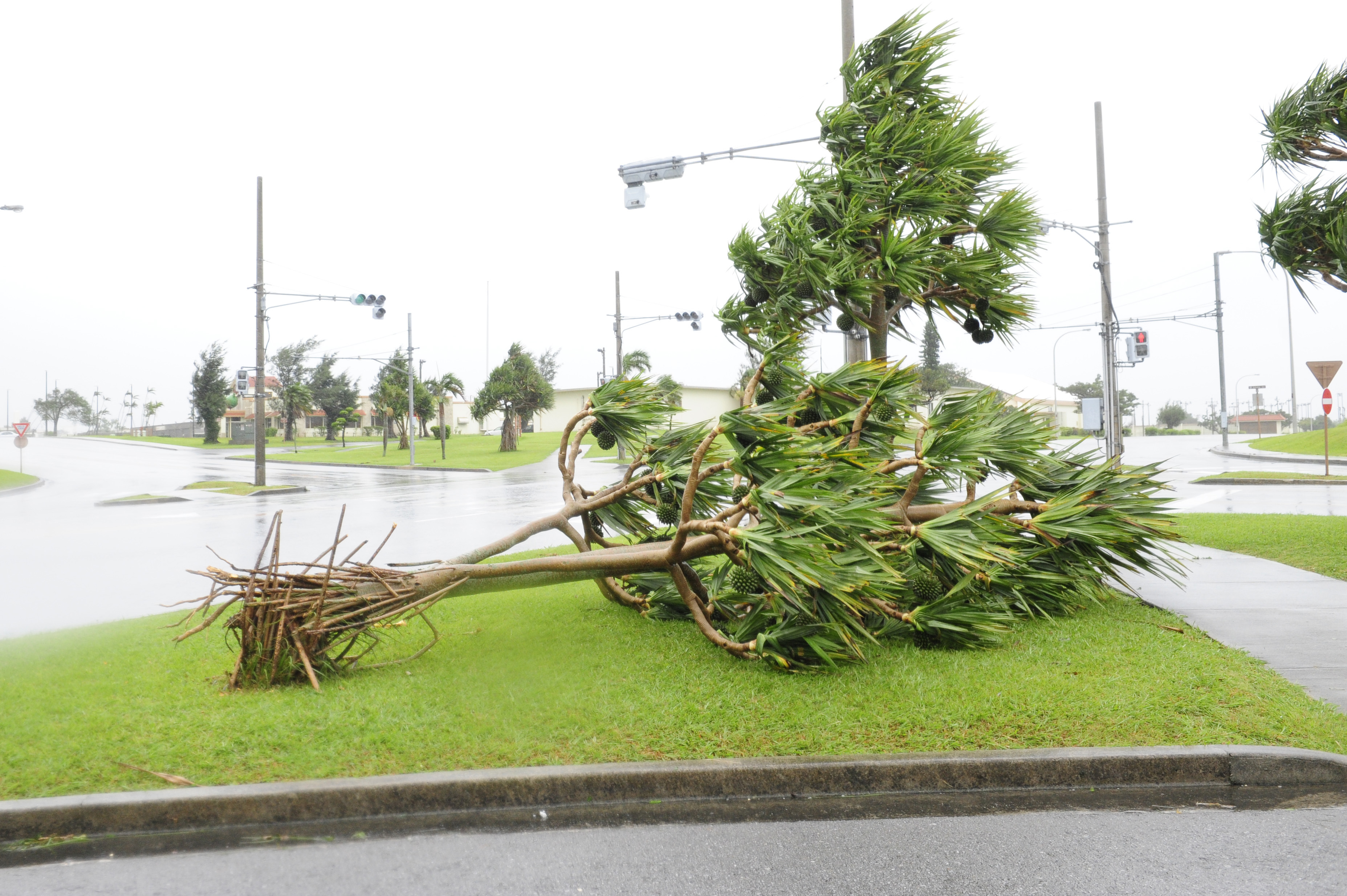
日本嘉手纳空军基地被吹倒的樹木

7月9日，燦鴻外圍雨帶開始影響日本沖繩島。7月9日至10日期間，那霸機場取消326個航班，影響超過32,000人。共有176人在公共避難所尋求庇護。島上的美國軍事基地上調至最高級別的第一級熱帶氣旋應急響應。7月10日早上，沖繩島南端附近的一個氣象站錄得最高陣風為每小時179.6公里，最高持續風速為每小時118.8公里。強風影響該區其餘的日本島嶼，宮古島錄得最高陣風為每小時118.8公里。風暴為沖繩縣名護市帶來強降雨，降雨量最高可達230毫米。風暴最嚴重時，沖繩縣有42,000人斷電。風暴在沖繩縣造成27人受傷，其中三人重傷。兩棟建築物受損。沖繩縣各地的農業損失達5.24億日圓（427萬美元），其中大部分是由芒果農作物所造成。
因應燦鴻來襲，交通部中央氣象局在7月9日開展飛機投落送觀測，以取得資料作為預報及警告之用，惟因未能搜集資料，加上要避開颱風以及日本航空交通管制部拒絕飛機進入飛航情報區，本次投落送以失敗告終。受其受其彯響，交通部中央氣象局在7月9日凌晨5時半針對臺灣北和東北部海面發佈海上颱風警報。隨着燦鴻進一步靠近，交通部中央氣象局在當日晚上8時半針對基隆市、宜蘭縣、臺北市、新北市及桃園市發佈陸上颱風警報。在燦鴻遠離臺灣後，交通部中央氣象局在7月10日晚上11時半解除陸上颱風警報，而海上颱風警報亦在翌日早上8時半解除。
燦鴻掠過臺灣以北，其威脅使臺灣證券交易所和其他公共建築關閉，並取消多個航班。彭佳嶼錄得最高持續風速為每秒28.1米（約每小時101公里），最高陣風為每秒35.3米（約每小時127公里）。竹子湖錄得最大一小時降雨量37.5毫米，鳥嘴山的總降雨量達412.5毫米，為全臺最高。燦鴻在臺灣造成六人受傷，其中在新北市牯嶺街有一人被倒塌的樹木壓傷，樹上的蜂窩亦一同墮下，隨後兩名路過的民眾被蜜蜂螫傷，同市另外兩人亦被倒塌的樹木壓傷；而新竹縣尖石鄉的落石亦砸中一人。全島共568人因燦鴻來襲而需要疏散。這場風暴最終為臺北市帶來388.5毫米的強降雨。石門水庫的容量在風暴前已下降至55%，但由於風暴的降雨而上升至90.26%。

7月11日，在中華人民共和國登陸前幾個小時的颱風燦鴻

受颱風影響，中國大陆沿海地區約110萬人需要撤離。近3萬艘船舶被召回港口、共600個航班被取消。過100班列車也被取消，上海地铁部分路段被關閉。風暴導致华语流行歌手汪峰的演唱會被取消。
在華東地區上空掠過時，燦鴻在上海市以南的石浦镇產生出時速119公里的持續風速和時速177公里的陣風。上海浦东国际机场錄得時速90公里的陣風。沿海和近海島嶼的陣風最為強勁。浙江省宁波市余姚市、宁海县及象山县等地的最高降雨量達到531毫米。暴雨導致華東地區大範圍水災；浙江11條河流超越1.91米的警戒水位。風暴在福建省到江苏省產生巨浪，温岭市的巨浪高達五層樓，將魚類衝上岸並淹沒海岸。
燦鴻帶來的強風在浙江省各地將路牌吹倒，在慈溪市摧毀一棟無人居住的建築，並導致寧波市發生山崩。有數十個水閘被打開，幫助淹水地區排水。。同樣在該市，風暴導致一家酒店的屋頂倒塌，造成一人死亡、兩人受傷。燦鴻在浙江省摧毀700所房屋，並損壞另外1,400所房屋。在鄰近的江蘇省，有300所房屋受損或被毀，造成1.2億元人民币（1,930萬美元）的經濟損失。風暴摧毀了溫室和灌溉系統，同時也破壞農作物。風暴主要影響該國的農業和交通；超過20萬公頃的農田受到影響。上海市共3,000多棵樹被強風吹倒，南匯區20%的桃子和40%的梨因風暴而受損。全市農業損失估計高達36.2億元人民幣（5.83億美元），主要是由於颱風同時影響當地蔬菜和瓜類的收成。總體而言，燦鴻影響華東地區共390萬人，造成約98.4億元人民幣（15.8億美元）的損失。
在大韓民國，574架航班被取消，163艘船隻被迫滯留在港口。風暴的龐大環流為朝鮮半島帶來強降雨，有利於緩解乾旱狀況。值得注意的是，在燦鴻經過期間，位於該國近海的济州岛漢拏山錄得1,250毫米的降雨量。大韓民國西南部務安郡的陣風達到時速76公里。雷暴在該國造成一人死亡。全羅南道的損失確認為48億韓圓（422萬美元）。燦鴻在朝鮮民主主義人民共和國登陸時，當地的風速大多低於時速40公里，陣風則達時速54公里。這場風暴為咸镜北道東岸帶來強降雨，降雨量達到300毫米以上。造成的水災卻有限，該國大部分地區因風暴降雨量約為102毫米。
燦鴻的殘留隨後影響哈巴罗夫斯克边疆区的南部地區，帶來大雨和強風，最高風速為每小時79公里。強風吹倒許多樹木，其中一些倒在汽車上，並將伯力墓地裡的墳墓連根拔起。風暴經過期間，比金、苏维埃港和维亚泽姆斯基等城鎮的降雨量為40至80毫米，約佔7月平均降水量的60%至70%。河流水位上漲1至2米，水災影響該區的數十戶房屋。34個社區失去電力和電話服務。瓦尼諾和霍爾姆斯克之間的渡輪服務暫停，1,300名乘客暫時滯留。哈巴羅夫斯克邊疆區的損失達到8700萬盧布（154萬美元）。

## 外部連結
- 日本氣象廳有關颱風燦鴻（1509）的一般資訊（页面存档备份，存于），取自數位颱風網 （英語）
- 日本氣象廳有關颱風燦鴻（1509）的最佳路徑數據（页面存档备份，存于） （日語）
- 日本氣象廳有關颱風燦鴻（1509）的最佳路徑數據（圖像）（页面存档备份，存于） （英語）
- 聯合颱風警報中心有關第九號颱風（燦鴻）的最佳路徑數據[] （英語） [永久]
- 美國海軍研究實驗室有關09W.燦鴻[] （英語） [永久]